# Grup B

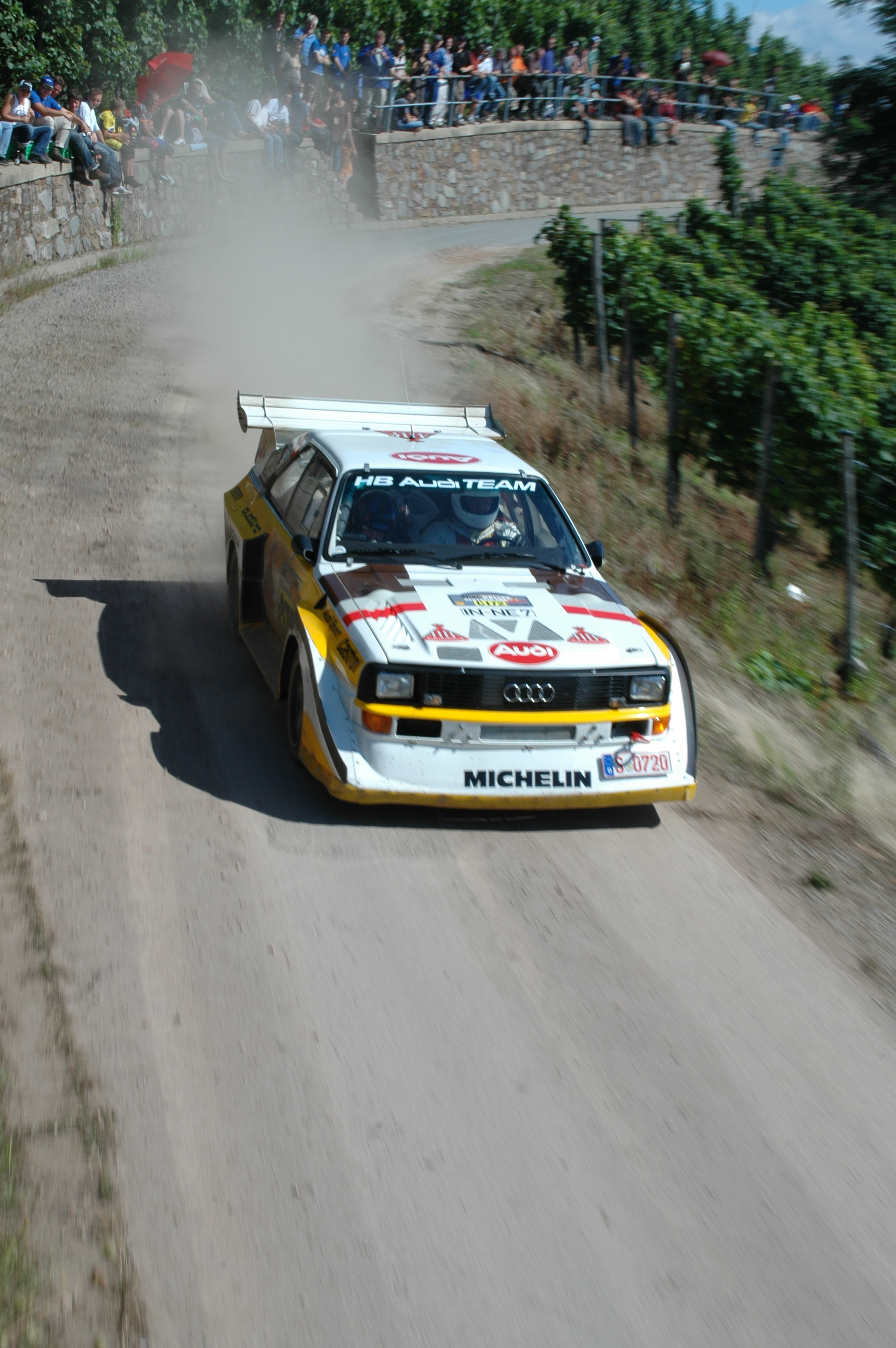
Audi Quattro S1, turisme del Grup B amb què Stig Blomqvist va guanyar el Campionat Mundial de Ral·lis

El Grup B fou una categoria del Campionat Mundial de Ral·lis implantada per la Fédération Internationale de l'Automobile (FIA), aleshores anomenada FISA. Juntament amb el Grup A, ambdues categories van ser creades l'any 1982 i van substituir totalment les anteriors categories Grup 4 i Grup 5 la temporada del 1983. L'aparició del Grup B va donar lloc a la creació dels turismes de ral·lis més potents i sofisticats fins aleshores, gràcies a les poques limitacions que la FIA va imposar.
El Grup B va ser cancel·lat per la FIA el 1986 a causa de greus accidents: l'atropellament d'una part públic al Ral·li de Portugal, que va causar 3 morts i desenes de ferits, i l'accident mortal del pilot Henri Toivonen i del seu co-pilot Sergio Cresto al ral·li Tour de Corse van ser els detonants per a la cancel·lació d'aquesta categoria.

## Homologació
El Grup B tenia poques limitacions tecnològiques i les marques constructores podien produir vehicles de potència il·limitada. A diferència dels turismes pertanyens al Grup A, que necessitaven una producció mínima de 5000 unitats anuals per a l'ús domèstic, els Grup B en necessitaven com a mínim 200 anuals. Cada any la FIA permetia millorar el model de producció, però aquestes millores no eren les addicionals que disposaven els turismes dins el Campionat Mundial de Ral·lis. En la modificació del vehicle van ser permesos materials d'alta tecnologia, la qual cosa va permetre innovar tecnològicament en el món de la competició.
Segons la capacitat del motor i el sistema d'injecció, el Grup B es dividia en diferents classes:
| Motor Atmosfèric | Motor d'injecció forçada | Pes     | Llantes | Cotxes                           |
| ---------------- | ------------------------ | ------- | ------- | -------------------------------- |
| 3000 cc          | 2142.8 cc                | 960 kg  | 22"     | Audi Quattro, Lancia Rally 037   |
| 2500 cc          | 1785 cc                  | 890 kg  | 22"     | Peugeot 205 T16, Lancia Delta S4 |
| 2000 cc          | 1428 cc                  | 820 kg  | 20"     | Renault 5 Turbo, Citroën Visa    |
| 4000 cc          | 2857 cc                  | 1100 kg | 24"     | Ferrari 288 GTO, Porsche 959     |

## Història

### Temporades 1983-1985

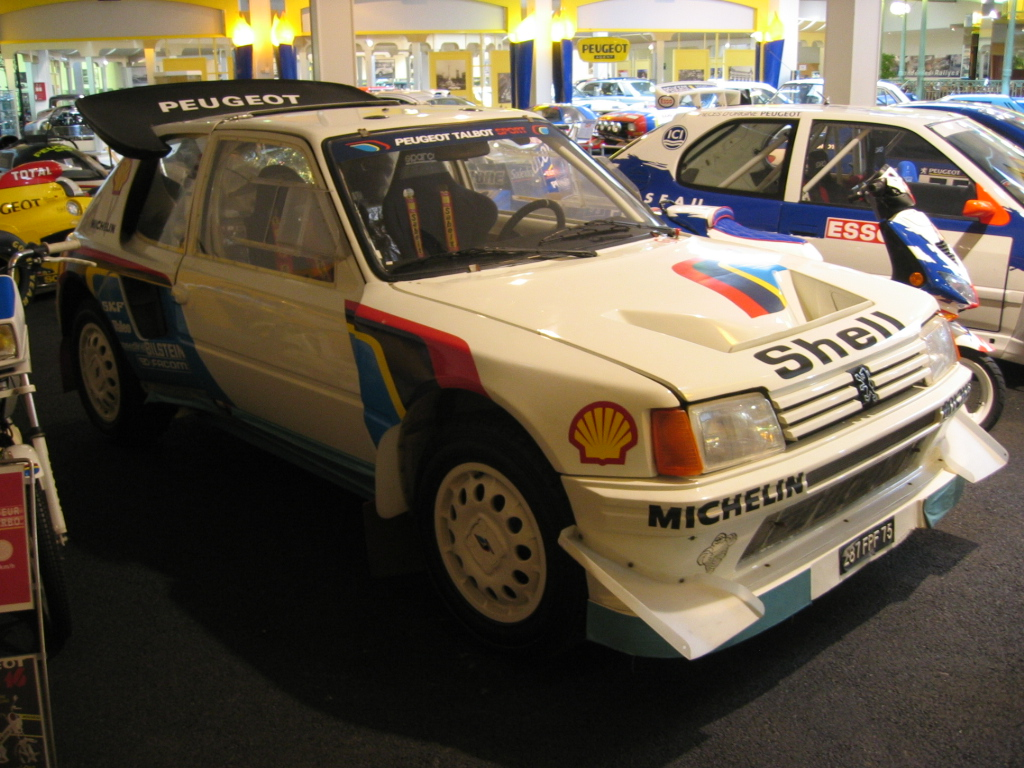
Peugeot 205 Turbo 16 Evo 2

L'any 1983 el títol del Campionat Mundial de Ral·lis va ser guanyat per Hannu Mikkola, que pilotava un Audi Quattro. El títol de constructors el va guanyar Lancia, que competia amb el model Lancia 037, però tenir tracció posterior li va suposar una gran diferència amb l'Audi Quattro, de tracció a les quatre rodes, en diferents superfícies.
Les poques limitacions referents a l'homologació dels vehicles van cridar l'atenció a diferents constructors. Opel va substituir el model Opel Ascona pel Opel Manta 400 i Toyota va construir un Grup B basat en el Toyota Celica. Ambdós automòbils eren de tracció posterior, igual que el Lancia 037, però van tenir menys èxit que el model italià. Tot i així, Toyota va guanyar l'any 1983 el Rally Costa de Marfil, després de contractar al pilot Bjorn Waldegaard.
L'any 1984, Stig Blomqvist, de l'equip Audi, va guanyar el títol del Campionat Mundial de Ral·lis. A mitja temporada Peugeot s'havia incorporat al rally amb el model Peugeot 205 T16, de tracció a les quatre rodes. El model de Peugeot era conduït pel pilot Ari Vatanen. Un accident va evitar que guanyes el seu primer rally.
La temporada del 1985, va estar dominada per Peugeot. Ari Vatanen va patir un accident que li produí ferides greus a causa que, en l'impacte, el seu seient es va desenganxar dels suports que el mantenien estable.
L'any 1985 es van unir un nou grup de vehicles al Grup B: 
- A finals d'any, Lancia va substituir el model 037 pel Lancia Delta S4.
- Després d'una llarga absència, Ford va tornar a competir en el mundial amb el model Ford RS200.
- Citroën desenvolupà el model Citroën BX 4TC.
- Rover va crear el model Metro 6R4.

### Temporada 1986
Estava previst que la temporada del 1986 seria emocionant, perquè els cotxes havien obtingut nombroses millores. Els Grup B havien assolit un grau de potència molt elevat. El campió de la temporada del 1985, Timo Salonen, disposava d'una versió totalment millorada del Peugeot 205 T16, aquesta versió era el Peugeot 205 T16 Evolution 2. Juha Kankkunen també fou pilot de Peugeot la temporada del 1986. Audi també havia millorat el seu model, donant lloc a l'Audi Sport Quattro S1, que tenia una potència de 600cv (450 kW). El Lancia Delta S4 fou pilotat pel pilot finlandès Henri Toivonen i també pel pilot Markku Alen. Ford comptava amb el model RS200, pilotat per Stig Blomqvist i Kalle Grundel.
La temporada del 1986 va començar a ser tràgica a l'etapa del "Lagoa Azul", al Ral·li de Portugal. El campió nacional portuguès Joaquim Santos va perdre el control del seu Ford RS200 i va atropellar a un grup d'espectadors. El nombre de ferits va ser 31 i va haver 3 morts. Tots els equips van abandonar el Ral·li de Portugal.
A principis de maig, es va produir un nou accident al Ral·li Tour de Corse. Henri Toivonen estava lideren el campionat però a l'etapa número 18, després de 7 km de recorregut, el vehicle va sortir de la carretera en una corba sense protecció i va impactar contra un arbre. Els tancs de combustible es van trencar i el vehicle es va incendiar. El pilot Henri Toivonen i el co-pilot Sergio Cresto van morir. No hi va haver testimonis de l'accident i no ha sigut possible determinar la causa real del sinistre.
Ambdós tràgics accidents van fer prendre una decisió a la FIA. El Grup B va ser cancel·la la temporada següent. Audi va decidir abandonar després del Ral·li Tour de Corse.
Els últims dies del Grup B en el Campionat Mundial de Ral·lis van estar envoltats de polèmica.
El títol de la temporada del 1986 el va guanyar Juha Kankkunen, pilot de Peugeot.

## Participants

### Pilots
| Pilot               | Constructor      |
| ------------------- | ---------------- |
| Markku Alén         | Lancia           |
| Jean-Claude Andruet | Lancia, Citroën  |
| Attilio Bettega     | Lancia           |
| Miki Biasion        | Lancia           |
| Stig Blomqvist      | Audi, Ford       |
| Per Eklund          | Audi, MG         |
| Mikael Ericsson     | Lancia           |
| Kalle Grundel       | Ford, Lancia     |
| Juha Kankkunen      | Toyota, Peugeot  |
| Shekhar Mehta       | Nissan, Peugeot  |
| Hannu Mikkola       | Audi             |
| Michèle Mouton      | Audi, Peugeot    |
| Tony Pond           | MG               |
| Jean Ragnotti       | Renault          |
| Walter Röhrl        | Lancia, Audi     |
| Bruno Saby          | Renault, Peugeot |
| Timo Salonen        | Nissan, Peugeot  |
| Henri Toivonen      | Opel, Lancia     |
| Ari Vatanen         | Opel, Peugeot    |
| Björn Waldegård     | Toyota           |
| Malcolm Wilson      | MG               |

### Vehicles homologats

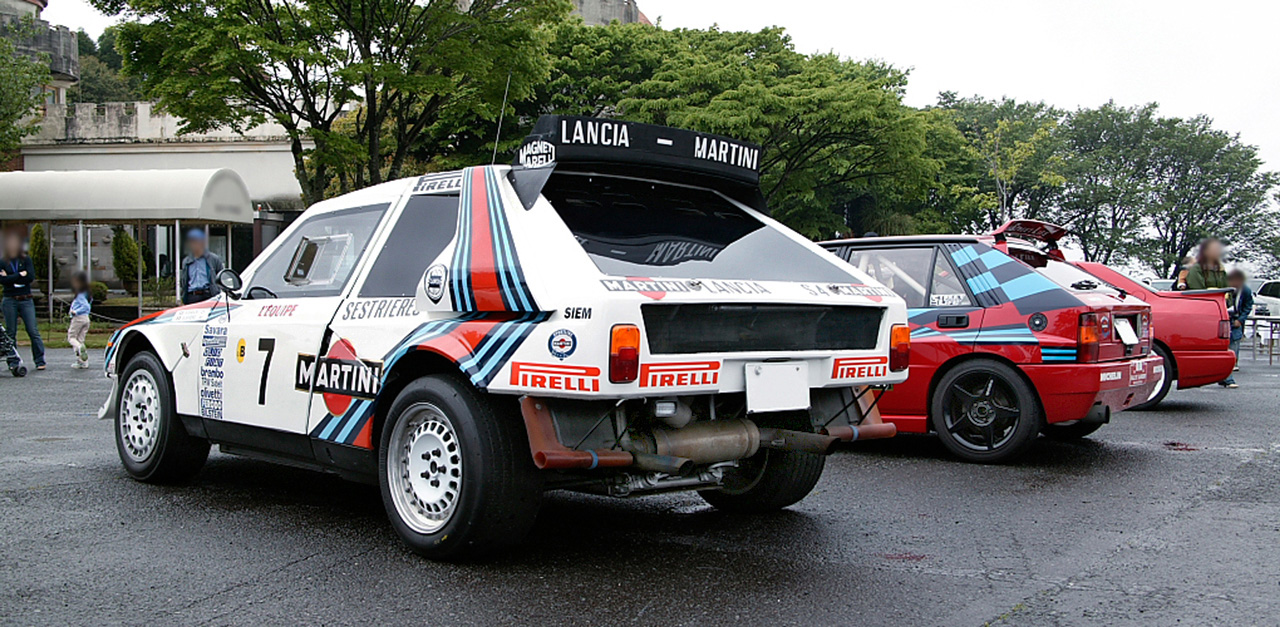
Lancia Delta S4

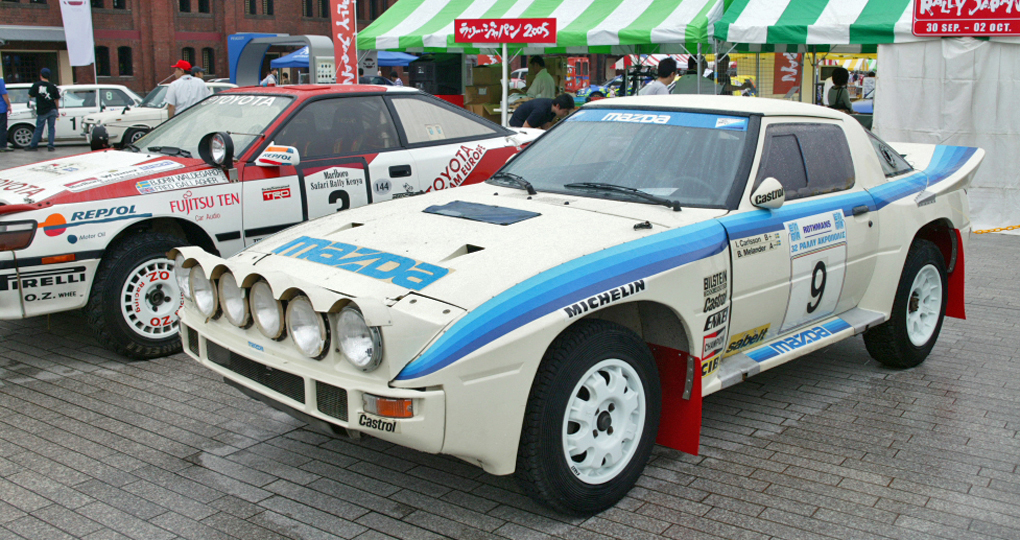
Mazda RX-7.

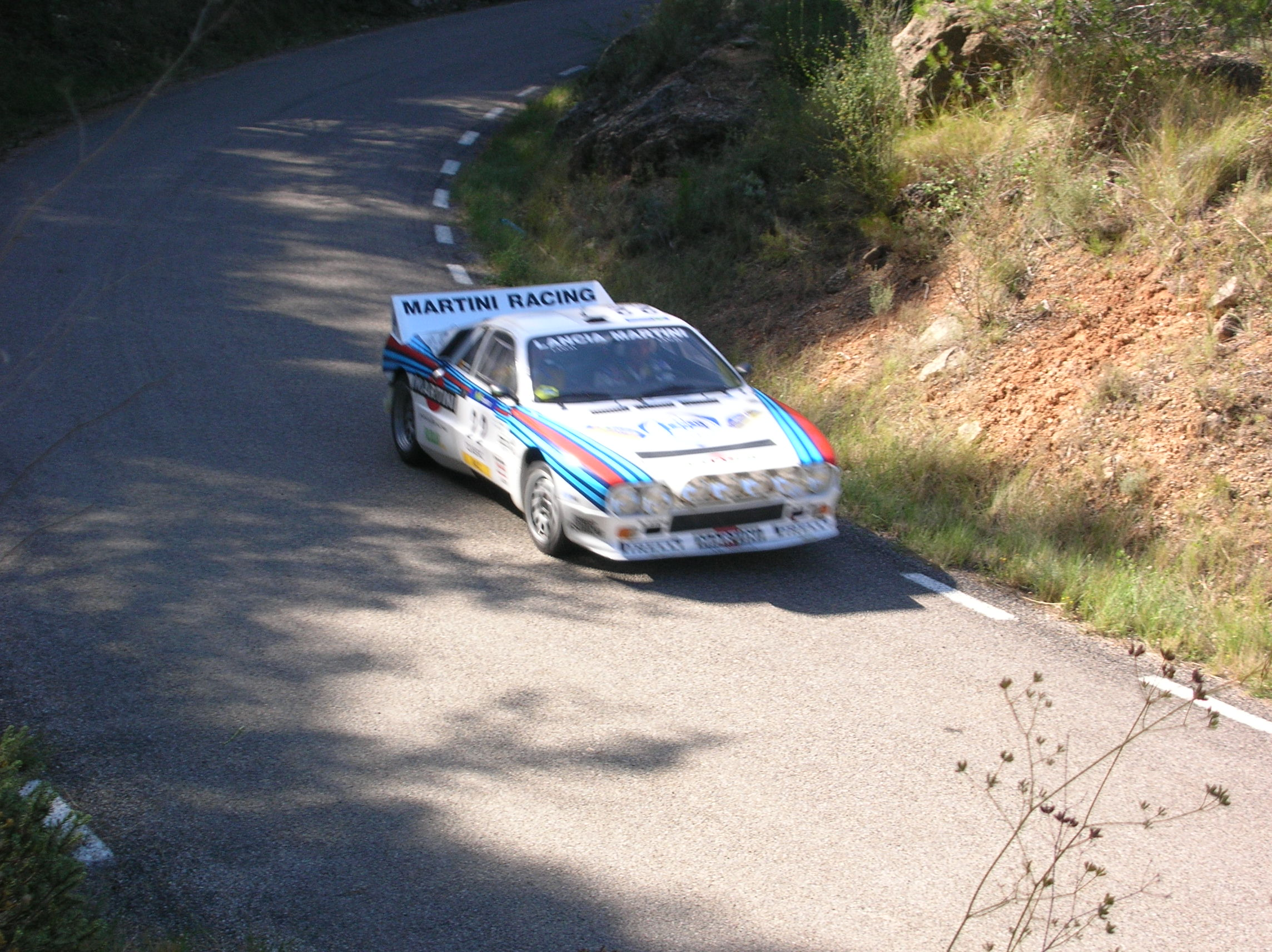
Lancia 037 a l'especial ral·li històric al Rally Catalunya 2008.

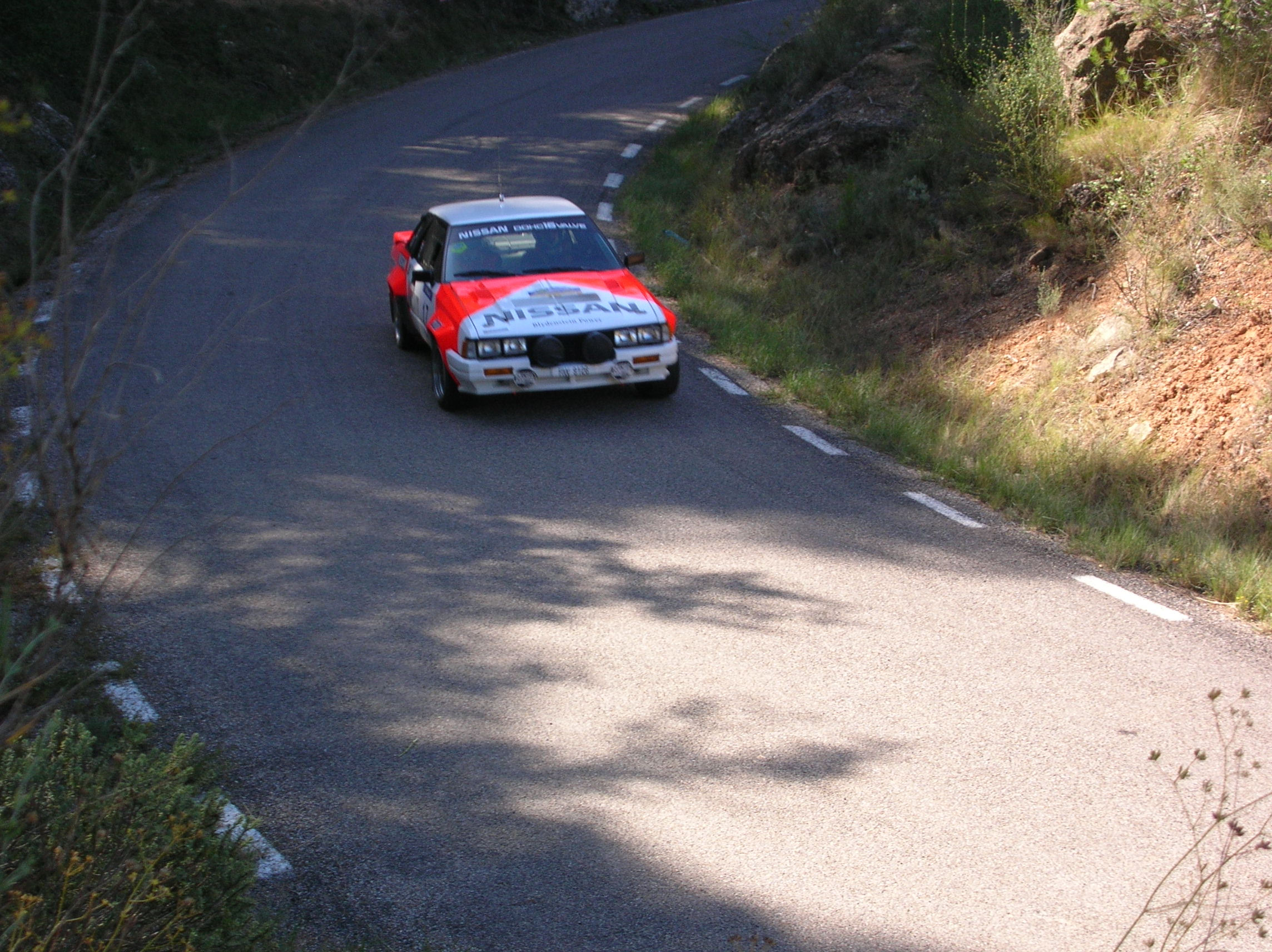
Nissan 240RS Grup B a l'especial ral·li històric al Rally Catalunya 2008.

| Constructor | Model                                                | Any de competició al Grup B           |
| ----------- | ---------------------------------------------------- | ------------------------------------- |
| Audi        | Quattro A1 Quattro A2 Sport Quattro Sport Quattro E2 | 1983 1983, 1984 1984, 1985 1985, 1986 |
| BMW         | M1 Turbo                                             | 1983                                  |
| Citroën     | Visa BX 4TC                                          | 1983, 1984, 1985 1986                 |
| Ferrari     | 308 GTB 288 GTO Evoluzione                           | 1983, 1985 -                          |
| Ford        | RS1700T RS200                                        | - 1986                                |
| Lada        | VFTS                                                 | -                                     |
| Lancia      | Rally 037 Delta S4                                   | 1983, 1984, 1985, 1986 1985, 1986     |
| Mazda       | RX7                                                  | 1984, 1985                            |
| Mitsubishi  | Starion 4WD                                          | -                                     |
| Nissan      | 240RS                                                | 1983, 1984, 1985                      |
| Opel        | Ascona 400 Manta 400 Kadett 400                      | 1983 1983, 1984, 1985 -               |
| Peugeot     | 305 V6 205 T16 205 T16 Evolution 2 405 Turbo 16      | - 1984, 1985 1985, 1986 -             |
| Porsche     | 911 SC RS 959                                        | 1984, 1985, 1986 -                    |
| Renault     | 5 Turbo 5 Maxi Turbo                                 | 1983, 1984 1985                       |
| Rover-MG    | Metro 6R4                                            | 1985, 1986                            |
| Škoda       | 130 LR                                               | 1985, 1986                            |
| Toyota      | Celica TCT MR2                                       | 1983, 1984, 1985, 1986 -              |